# Gonomyia acanthomelana
Gonomyia acanthomelana är en tvåvingeart som beskrevs av Alexander 1970. Gonomyia acanthomelana ingår i släktet Gonomyia och familjen småharkrankar.
Artens utbredningsområde är Dominica. Inga underarter finns listade i Catalogue of Life.